# Oscar II:s statsråd
Oscar II:s  statsråd var Sveriges regering under första delen av Oscar II:s regeringstid, från 18 september 1872 till 20 mars 1876. 
Detta  var den sista svenska ministären för vilken kungen fungerade som regeringschef - därefter övergick regeringsmakten till det nyinrättade statsministerämbetet; Louis De Geer d.ä. blev den första ämbetsinnehavaren.
Oscar II:s statsråd var också den sista regeringen med en justitiestatsminister och en utrikesstatsminister, vilka ersattes som departementschefer av justitieministern respektive utrikesministern.

## Statsråd
| Justitiestatsminister |  | Axel Adlercreutz          | 18 september 1872 | 8 april 1874      | Oberoende konservativ |
| Justitiestatsminister |  | Eduard Carleson           | 4 maj 1874        | 11 maj 1875       | Oberoende konservativ |
| Justitiestatsminister |  | Louis De Geer d.ä.        | 11 maj 1875       | 20 mars 1876      | Oberoende liberal     |
| Utrikesstatsminister  |  | Baltzar von Platen        | 18 september 1872 | 17 december 1872  | Oberoende liberal     |
| Utrikesstatsminister  |  | Oscar Björnstjerna        | 17 december 1872  | 20 mars 1876      | Oberoende konservativ |
| Krigsminister         |  | Oscar Weidenhielm         | 18 september 1872 | 20 mars 1876      | Partilös              |
| Sjöförsvarssminister  |  | Abraham Leijonhufvud      | 18 september 1872 | 23 december 1874  | Partilös              |
| Sjöförsvarssminister  |  | Fredrik von Otter         | 23 december 1874  | 20 mars 1876      | Partilös              |
| Civilminister         |  | Axel Bergström            | 18 september 1872 | 11 maj 1875       | Partilös              |
| Civilminister         |  | Carl Johan Thyselius      | 11 maj 1875       | 20 mars 1876      | Oberoende konservativ |
| Finansminister        |  | Carl Fredrik Wærn         | 18 september 1872 | 28 september 1874 | Oberoende liberal     |
| Finansminister        |  | Gustaf Åkerhielm          | 28 september 1874 | 11 maj 1875       | Oberoende konservativ |
| Finansminister        |  | Hans Forssell             | 11 maj 1875       | 20 mars 1876      | Oberoende liberal     |
| Ecklesiastikminister  |  | Gunnar Wennerberg         | 18 september 1872 | 11 maj 1875       | Partilös              |
| Ecklesiastikminister  |  | Fredrik Ferdinand Carlson | 11 maj 1875       | 20 mars 1876      | Partilös              |
| Konsultativa statsråd |  |                           |                   |                   |                       |
| Konsultativa statsråd |  | Karl Johan Berg           | 18 september 1872 | 11 maj 1875       | Partilös              |
| Konsultativa statsråd |  | Gerhard Lagerstråle       | 11 maj 1875       | 20 mars 1876      | Partilös              |
| Konsultativa statsråd |  | Oscar Alströmer           | 18 september 1872 | 20 mars 1876      | Partilös              |
| Konsultativa statsråd |  | Henrik Bredberg           | 18 september 1872 | 1874              | Partilös              |
| Konsultativa statsråd |  | Henric Lovén              | 11 maj 1875       | 20 mars 1876      | Partilös              |

Statsministärer under resterande tid av Oscar II:s år som regent
- Regeringen De Geer d.ä.
- Regeringen Posse
- Regeringen Thyselius
- Regeringen Themptander
- Regeringen Gillis Bildt
- Regeringen Åkerhielm
- Regeringen Boström I
- Regeringen von Otter
- Regeringen Boström II
- Regeringen Ramstedt
- Regeringen Lundeberg
- Regeringen Staaff I
- Regeringen Lindman I